# Alternative dance
Alternative dance lub indie dance (w Stanach Zjednoczonych nazywany również underground dance) – gatunek muzyczny łączący w sobie podgatunki muzyki rockowej z elektroniczną muzyką taneczną. Pomimo tego, że na początku zasięg tego gatunku ograniczał się głównie do wysp brytyjskich, osiągnął on również rozgłos dzięki New Order w latach 80. i The Prodigy w latach 90. XX wieku.

## Styl
Alternative dance łączy melodyjną strukturę utworu rocka alternatywnego lub indie z elektronicznymi beatem, dźwiękami syntezatorów i/lub samplerów, oraz klubowym charakterem muzyki post-disco. The Sacramento Bee nazywają ten gatunek „postmodernistyczno-eurosynthowo-technopopowo-nową falą w blenderze”. Historyk kultury Piero Scaruffi jest zdania, że EBM, najpierw w Belgii, a potem między rokiem 1980 a 1984 w Kanadzie, był podwalinami nasycenia alternative dance w latach 90. XX wieku.
Gatunek opiera się głównie na inspiracji kulturą klubową i łączeniem jej z innymi stylami muzycznymi, takimi jak synth pop, acid house i trip hop. Wykonawcy alternative dance są ściśle identyfikowani z tą muzyką poprzez ich charakterystyczny styl i łączenie poszczególnych elementów muzycznych. Współpracują oni najczęściej z małymi wytwórniami płytowymi.